# Душњики-Здрој
Душњики-Здрој (пољ. Duszniki-Zdrój) град је у Пољској у Војводству доњошлеском. По подацима из 2012. године број становника у месту је био 4977.
.

## Становништво
| 2012. |
| ----- |
| 4.977 |

## Партнерски градови
- Бад Зулца
- Тшћанка